# 布雷亞斯塔鄉
44°20′N 23°41′E / 44.333°N 23.683°E
布雷亞斯塔鄉（羅馬尼亞語：Comuna Breasta, Dolj），是羅馬尼亞的鄉份，位於該國西南部，由多爾日縣負責管轄，處於布加勒斯特以西190公里，每年平均降雨量988毫米，海拔高度105米，2007年人口4,003。